# マクミリアン・ピルナー
マクミリアン・ピルナー（Maxmilián Pirner、1854年2月13日 - 1924年4月2日）はチェコの画家、イラストレーターである。アカデミック美術の作品や象徴主義のスタイルの作品を描いた。プラハの美術アカデミーの教授も務めた。

## 略歴
現在のチェコ、プルゼニ州のスシツェ(Sušice)の法律家の息子に生まれた。1872年から1874年の間はプラハの美術アカデミーで、1875年からはウィーン美術アカデミーでヨーゼフ・マティアス・トレンクヴァルトのもとで学んだ。1879年までトレンクヴァルトのスタジオで働き、1878年からはミュンヘンに留学し、1880年にはアルプスを旅し、1883年にはイタリアを旅した。
ウィーンで活動した後1887年にプラハの美術アカデミーで風俗画の教師として招聘され、1896年に教授の称号を得て人物画の教室で教えた。何度かアカデミーの部長 (rektorem)も務めた。1894年にプラハで結婚した。1899年に美術家組合(Jednoty umělců výtvarných)の会員になった。
ウィーン分離派の創立メンバーであり、1898年の第1回ウィーン分離派展に出展した。
ピルナーの教えた学生にはヤン・パシェク（Jan Pašek: 1891-1960)や彫刻家のアロイス・リーバー（Alois Rieber: 1876-1944）らがいる。画家のヨゼフ・マンドル（1874-1933）にも影響を与えた。
プラハで亡くなった。象徴主義のスタイルの絵画や本の挿絵を描いた。

## 作品

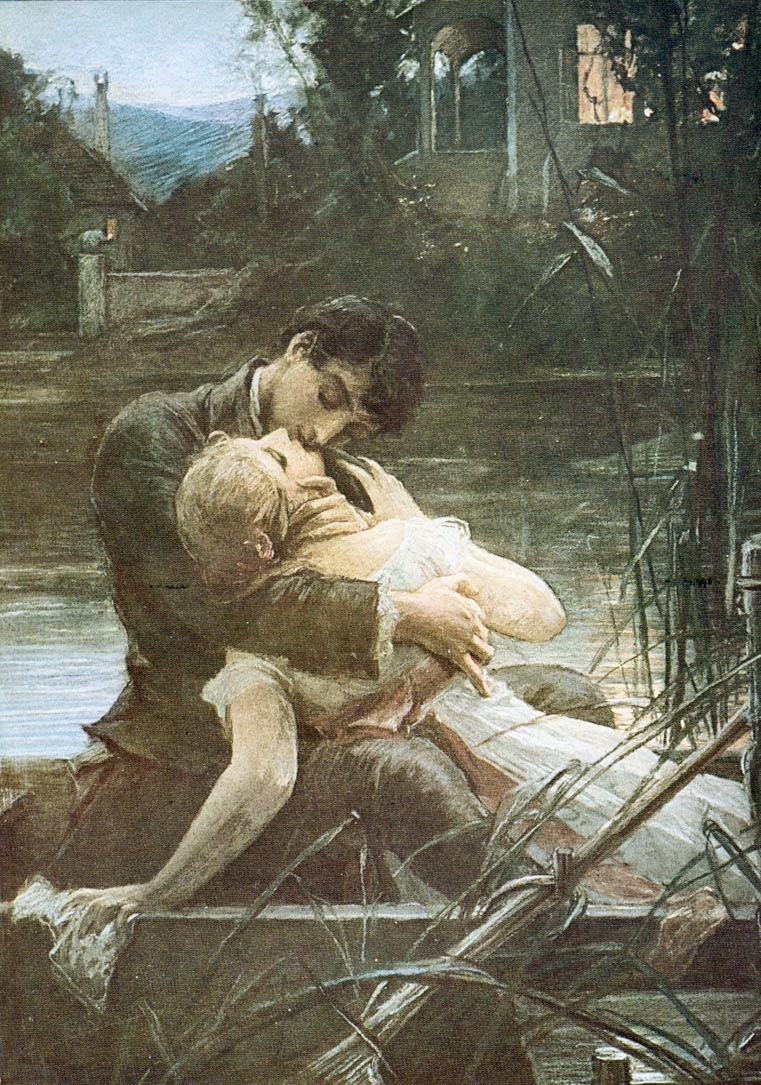
"V rozkvětu" (1883)
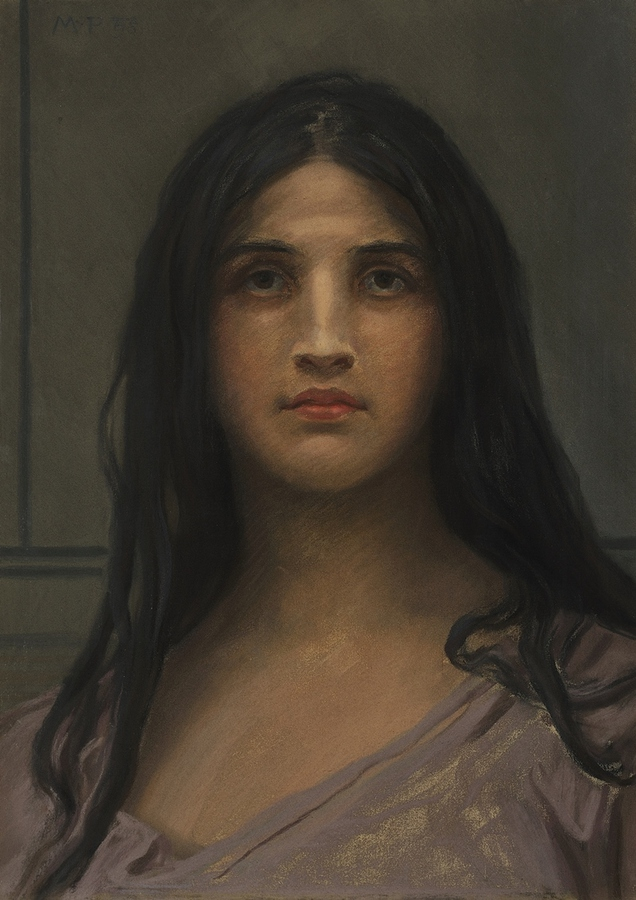
"Černá Káča" (1895)
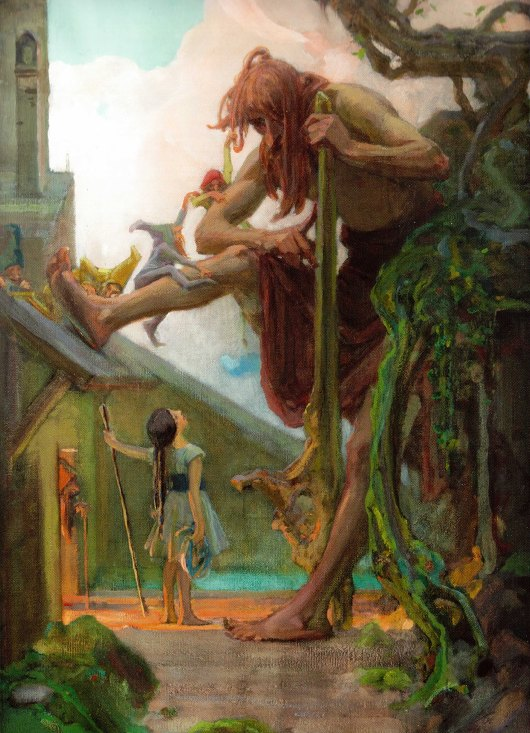
"Gulliver mezi skřítky"　(1910)
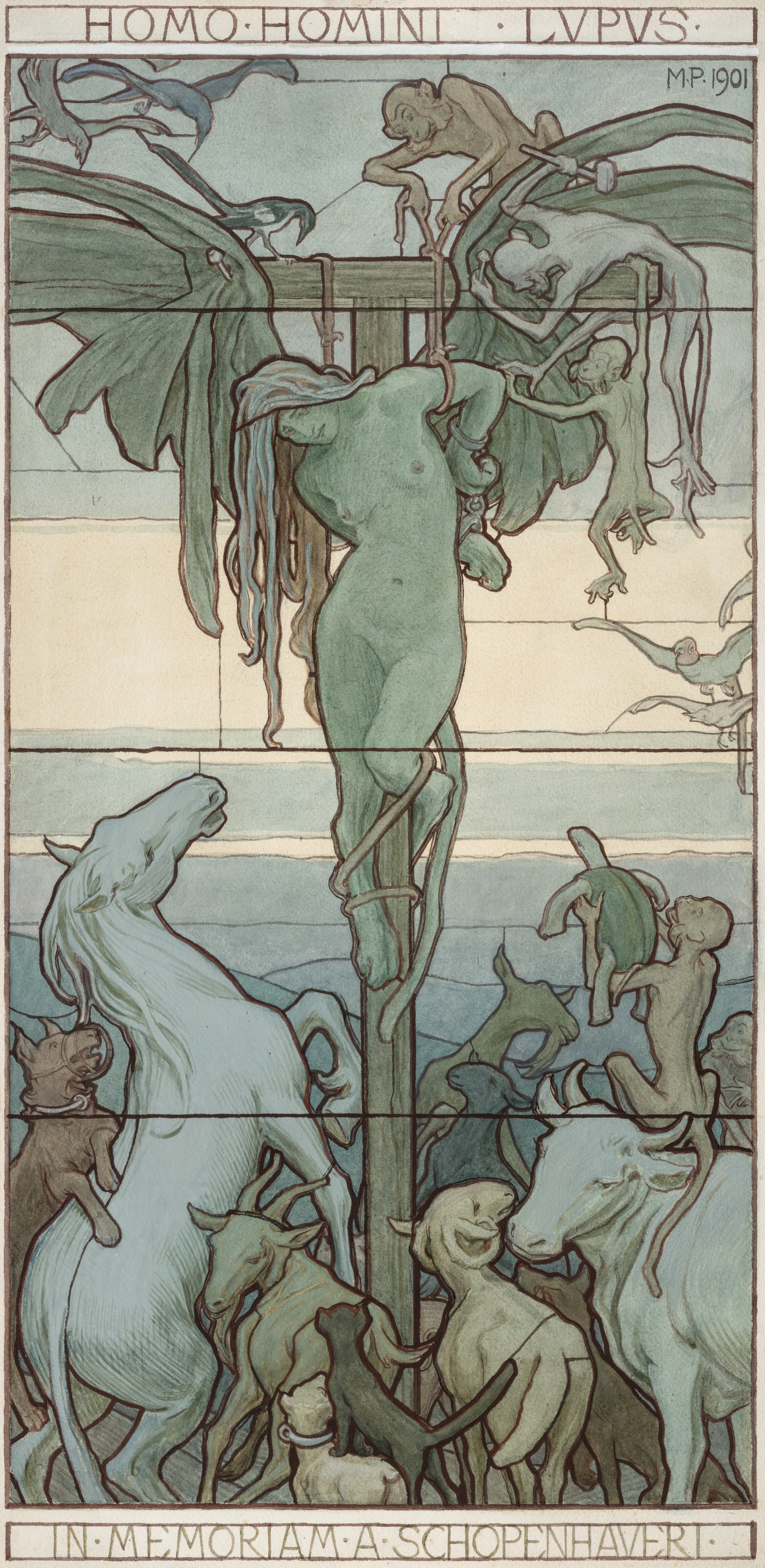
"Homo homini lupus" (1901)

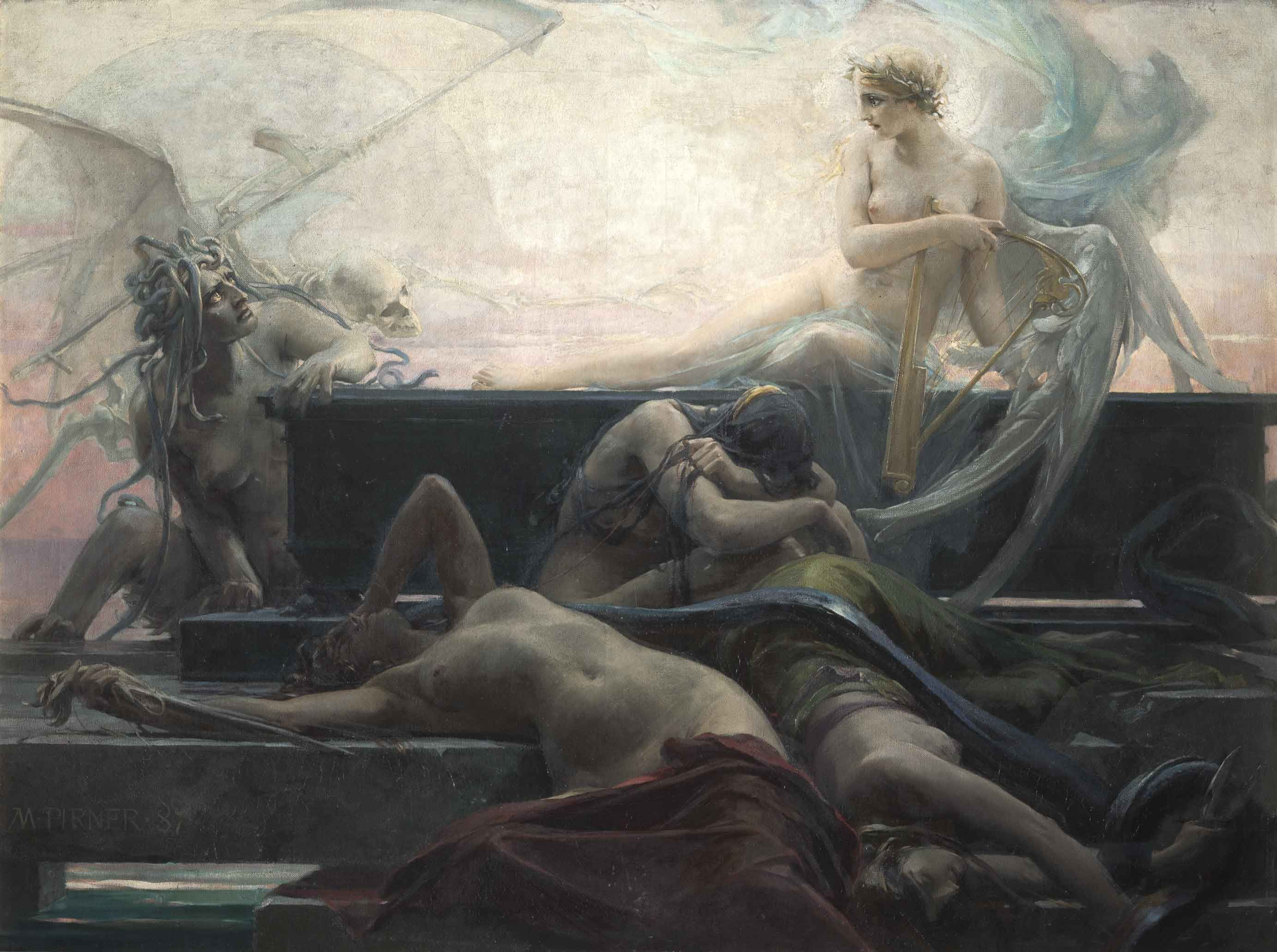
すべての終わり(Konec vsech veci) (1887)
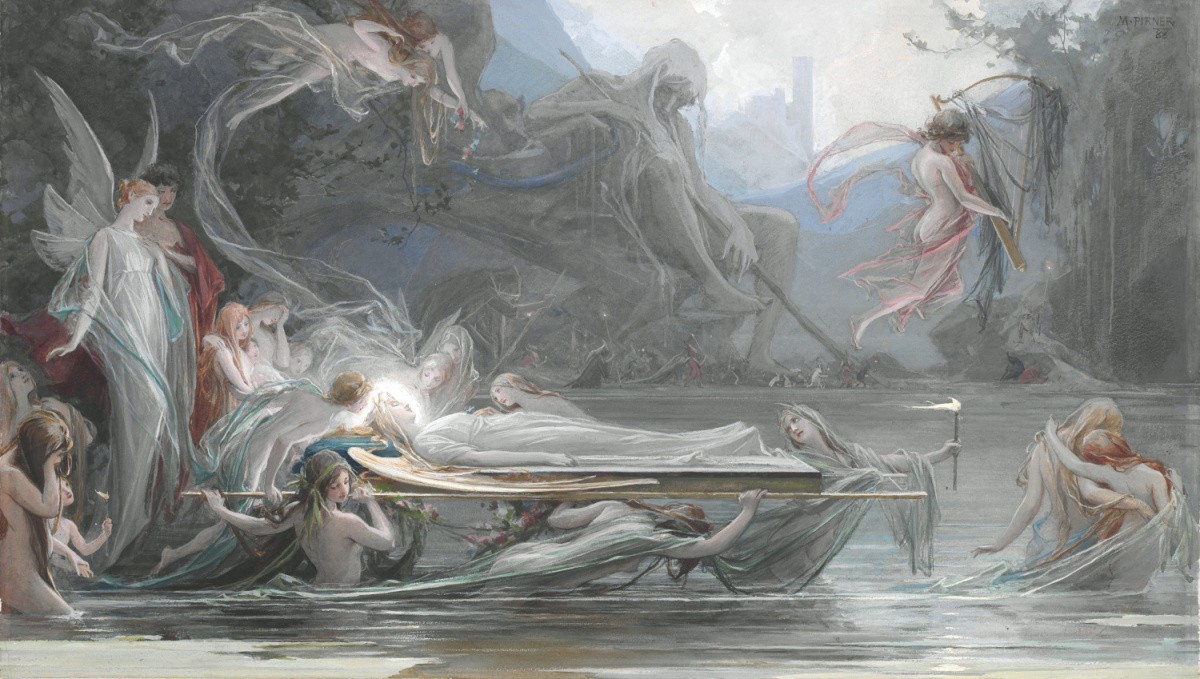
妖精のお葬式
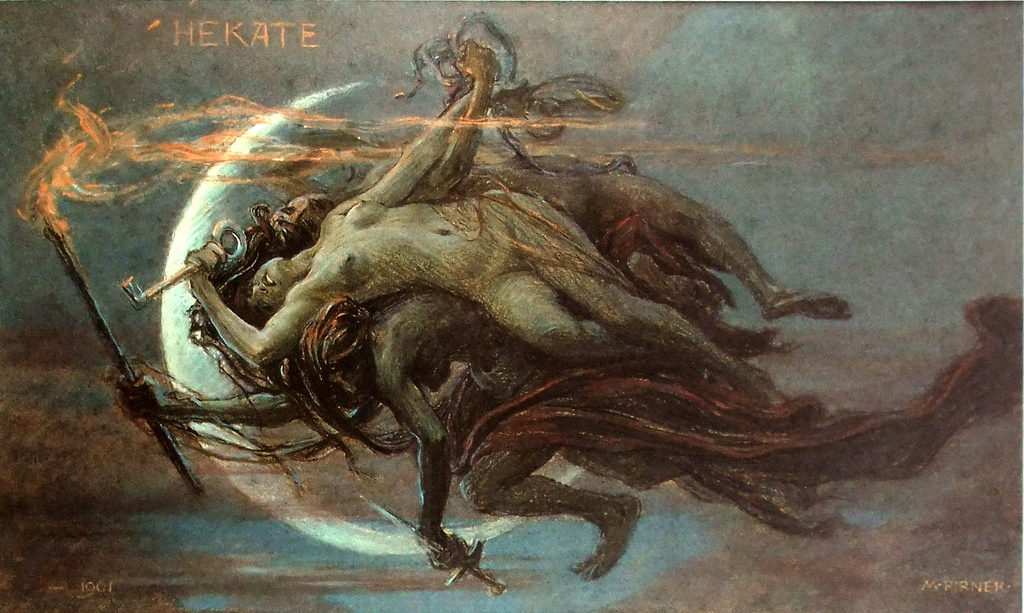
ヘカテー (1901)